# 투라니아
투라니아(이탈리아어: Turania)는 이탈리아 라치오주 리에티도에 위치한 코무네다. 로마로부터 북동쪽 50km, 리에티로부터 남서쪽 30km 거리에 있다.